# Sutton 58
Sutton 58, kallas även 3 Sutton Place och 426-432 East 58th Street, är en skyskrapa som ligger på Manhattan i New York, New York i USA.
Byggnaden uppfördes mellan 2017 och 2022 som en fastighet för bostäder. Den är 258,3 meter hög och har 65 våningar.